# Адыгская аристократия

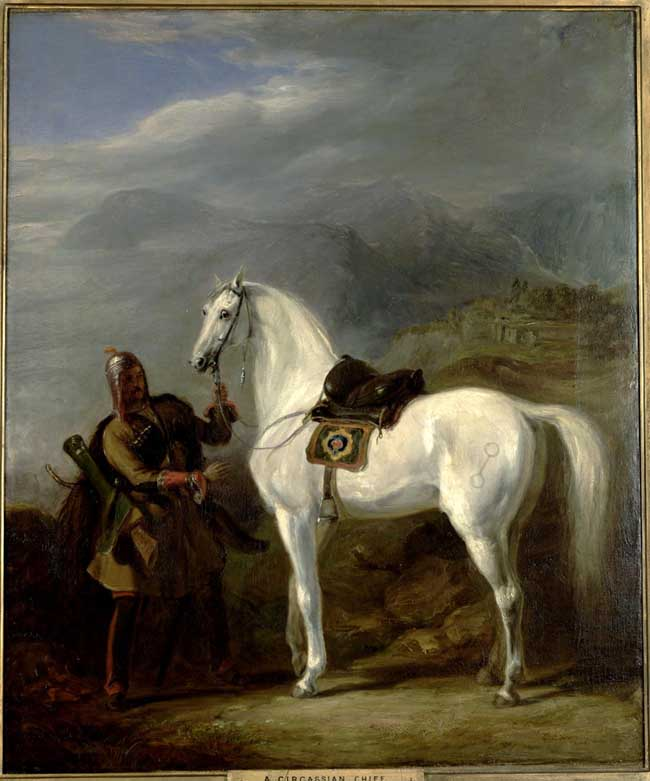
Сэр Уильям Аллан «Черкесский вождь» (1843)

Ады́гская аристокра́тия — высшее феодальное сословие у адыгов.

## Общие сведения
В конце XV в. Дж. Интериано описывает современное ему адыгское общество.

«Есть среди них знатные и вассалы, и сервы, или рабы».

Среди адыгских субэтносов к нач. XVIII в. выделялись аристократические (бжедуги, темиргоевцы, бесленеевцы, кабардинцы, жанеевцы, егерукаевцы, мамхеги, махошевцы, хатукайцы), где правящей силой в обществе были феодальные фамилии, и демократические (абадзехи, натухайцы, шапсуги, хакучи), где основная власть принадлежала народному собранию, а имеющийся слой дворян в правах сильно не выделялся среди остальных общинников.
Феодальное сословие у аристократических субэтносов имело сложную структуру. Во главе её стояли князья — Пщы. Они были старшими между владетельными дворянами, военачальниками, владельцами земли, имели крепостных и вассалов-дворян.
У кабардинцев в XVI—XVIII вв. высший совет князей и дворян выбирал также верховного князя — Пщышхуэ.
В 1843 году, Фредерик Дюбуа Де Монпере, в своём произведении «Путешествие вокруг Кавказа» (раздел «История черкесской нации») писал:

Обычно представляют себе черкесов сборищем разбойников и дикарей без веры и закона; думая так, ошибаются. Современное состояние Черкесии знакомит нас с цивилизацией Германии и Франции во времена их первых королей. Это — образец феодальной рыцарской аристократии средних веков, героической аристократии античной Греции.
Конституция чистейшей воды феодальная; кастовый дух царит такой же строгий, как некогда во Франции и Германии. Князья, дворяне древнего происхождения, отпущенные на волю, крепостные, рабы — вот те пять классов, которые так резко разграничены между собой.
Титул князя, по-черкесски «пшех» или «пши» (pfэ), уже более не приобретается иначе, как по рождению. Поэтому князья, желая сохранить в незапятнанной чистоте свою генеалогию, очень строги в отношении брачных союзов, и неравный брак для них большое бесчестье. Степень их могущества измеряется числом вассалов, родственников и союзников, которых они могли бы поставить под оружие (Мы узнаем здесь «скептухов», или «носителей скептра» Гомера и Страбона). Их дочери, если нет сыновей, передают иногда свое княжеское достоинство тем, за которых выходят замуж, но это княжеское звание ниже приобретенного военными подвигами.
Второй класс составляют дворяне или уорк (worq); некоторые из них становятся очень могущественными, вступая в родство с многочисленными семьями; они исполняют обязанности оруженосцев князя и прислуживают ему за столом.
Класс отпущенных на свободу состоит из крепостных, которые получили эту свободу за какие-нибудь услуги или же, проданные в рабство, вернулись с небольшим состоянием и приобрели себе усадьбу; они пользуются одинаковыми правами с дворянами, и свободное состояние переходит их потомству.
Зависимые, или крепостные, составляют четвёртый класс; это те же вассалы Европы во времена феодализма; они живут в полном подчинении воле князя или дворянина, обрабатывая их землю в мирное время и защищая на войне, и эта зависимость переходит от отца к сыну. У каждого из них участок земли и скотина, на которые его властелин не имеет никаких прав; не распространяются его права и на самого вассала или его семью, и если зависимый, или вассал, недоволен своим господином, он свободен уйти от него и устроиться где-либо в другом месте. Только в виде наказания и по суду может господин продать своего крепостного, причем в таких случаях дело должно решаться собранием.
Все эти четыре класса мало различаются между собой своей одеждой и домашней жизнью; можно сказать даже, что между ними царит полное равенство, — настолько власть князя или дворянина над их вассалами мало ощутима; все их влияние основано на доверии, на патриархальном убеждении; вся власть определяется древними обычаями.
Пятый класс — это рабы, или tchohhotl (tliaquatle). Каждый посторонний, который отважится проникнуть в глубь этого края и не сумеет назвать своего кунака или хозяина, может всегда ожидать, что его обратят в раба.
Все князья равны между собой, как равны между собой и дворяне. Во всем этом обширном населении, которое могло бы поставить под оружие, как я говорил, до 100.000 войска, ни один человек, с влиянием и хорошей головой, не смог бы образовать сплоченного союза или составить общего плана нападения и защиты: каждый князь, каждый дворянин, даже каждый отпущенный на волю крепостной сам себе господин и слушается только самого себя.
Этот дух независимости и недоверия проявляется в их нравах, характере их жилищ, их законах.

Под именем Уздень сословие на Кавказе связываются два различных понятия. В Дагестане под узденями разумеется обширное сословие свободных людей, поселян, живших или самостоятельными сельскими общинами, или находившихся в подчинении различных владетелей на правах подданства. В Кабарде под словом «Уздень» понимается высшее сословие, происшедшее от древних родовых старейшин племени адыге (тлякотлеши), с которыми кабардинские князья (пше) вступили в соглашение и признали их права не только на землю, но и на жившее на ней население.

## Иналиды
Потомки Инала Светлого, правившего в земле Хегайк (Шефак) на западе Черкессии во второй половине XV в (известно, что он был современником родственника Ахмат-хана некого Джанибека, правившего в Крыму в 1474-78 гг). Резиденция Инала находилась в современном Крымском р-оне Краснодарского края (Россия) — в XIX в очевидцы называли эти руины укрепленного городища «Шанджир» или «Шантхур». Могила Инала на горе в Псху (Абхазия), называемой абхазами «Инал-куба» («Мавзолей Инала» — одна из семи святых гор Абхазии), а местными русскими — Святая, — не найдена.
Инал подчинил своей власти всю Черкессию, но его потомки что-то не удержали, а что-то разделили между собой. Иналидами являлись практически все черкесские пщы (князья), как на западе, так и на востоке страны. Иналиды были связаны родственными узами с царственными династиями Османской империи, Крымского ханства, Русского царства, Калмыкского ханства, Ирана, различных владельческих домов Грузии, Дагестана и пр. Наибольшего политического могущества и известности достигли кабардинские Иналиды в XVI—XVIII вв.
Многие Иналиды эмигрировали в соседние страны. Из таковых наиболее известны князья Черкасские и князья Бековичи-Черкасские в России и князья Черкасские в Польше.

## Гиреи
В среде феодалов многих субэтносов адыгов были Хануко — отпрыски крымской ханской династии Гиреев, чингизиды, состоявшие в близкородственных связях с адыгскими родами (чаще всего их матери и бабушки были из адыгских родов), которые также владели землёй и крепостными.
Эти мужественные люди сумели завоевать уважение адыгов и славились неукоснительным соблюдением адыгского «Адыгэ Хабзэ».
Таковыми были например Султан Хан-Гирей (из аула Тлюстенхабль) и Клыч, Султан-Гирей (из аула Уляп).
Многие адыгские дворяне из рода Гиреев поступили на военную службу в российскую армию и участвовали во всех войнах Российской империи вплоть до 1917 года. Среди них были Султан Сагат-Гирей, Султан Адиль-Гирей, Султан Крым-Гирей, Султан Аган-Гирей, Андрей Андреевич Султан Крым-Гирей и др.

## Самые древние аристократы

### Зихи (предки адыгов)
Благодаря античному историку и географу Арриану, нам известно имя одного царя зихов (во втором веке), так как он сообщил :

«Рисмаг был царем абазгов, …Спадаг — царем санигов… и Стахемфак — царем зихов».

1237 год — в персидских хрониках, историк Рашид ад-Дин указал, что черкесский царь Тукар, погиб в битве с монголами.
1333 год — в своём письме, папа Иоанна XXII, адресовано царю Зихии Верзахту, римский (авиньонский) понтифик благодарит его за помощь в деле внедрения христианской веры среди своего населения. Властный статус Верзахта был настолько высок, что по его примеру остальные князья Зихии приняли католичество.
1471 год — сохранился договор, заключённый между правителем Зихии и правителем Кафы, упоминающий имя ещё одного правителя зихов — Петрезока («Petrezok, the paramount lord of Zichia»). Договор предусматривал поставку из Зихии хлеба.

### Меоты( одни из предков адыгов)
История сохранила мало имен меотской знати, к ним относятся:
Гекатэй — первый царь меотского племени синдов — 5 век до н. э., когда Синдика выпустила синдские серебряные монеты.
Горгипп — второй царь синдов — 4 век до н. э., когда Синдика была в составе Боспорского государства.
Тиргатао — жена Гекатэя, известная по вотивной эпиграмме из Лабриса
Олфак — вождь меотского племени Дандарии, который в 74-63 годах до нашей эры, поддержал Боспорского царя Митридата в его борьбе с Римом.

## Убыхи(князья)
- см. Убыхская аристократия

## Черкесы(князья)
- Махидевран — мать престолонаследника Османской империи Мустафы[8],[9].
- знаменитый полководец Черкес Оздемир-паша (ум. 1559), родственник предпоследнего черкесского султана Египта ал-Ашраф Кансавом ал-Гаури, его сын полководец — Черкес Оздемир-оглу Осман-паши (1527—1585 гг.), возвысившегося до поста великого визиря[8],[10].

## КабардинцыКнязья (в том числеИналиды)

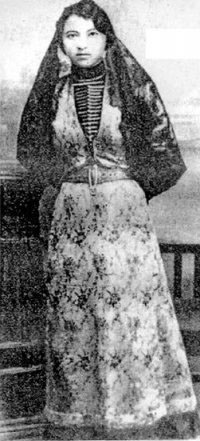
Княжна Атажукина 1900 г.

- Редедя
- Темрюк (кабардинский князь)
- Мария Темрюковна — царица Руси
- Куденет (Куденетов), Анзор (Анзоров)
- Дидан (Диданов)по одной из версий этот княжеский род восходит к роду князей Дадиани. Князь Дадеш родился в середине XV века в Черкессии
- Мисост (Мисостов),Тамбий (Тамбиев), Кайтуко Толастан, Члистан.

Миссаост Атажуко (Атажукин)
Махомет Атажуко (Атажукин)
Темруко Ашло (Ашлол) — князь Малой Кабарды
Арслан-Бег Кайтуко (Кайтукин)

## Бжедуги(князья)

### Черченеевцы

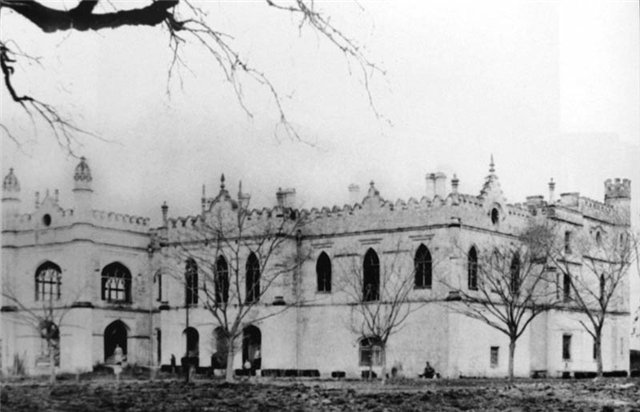

- Керкан (Керкановы), Ахеджак Джеджок (Джеджоковы), Кунчикок (Кунчикоковы), Бешкок (Бешкоковы)
- (Ахеджаковы) Аладжук Ахеджаков, упоминается в событиях датируемым 1850 годом[11].
- (Эльбуздок), Яндарь Эльбуздок, упоминается в событиях датируемым 1850 годом[11].

### Хамышеевцы
- Хамыш (Хамишеевы), Хаджимуко (Хаджимуковы)
- Крымчериоковы, Инжар Крымчериок, упоминается в событиях датируемым 1850 годом[11].

## Темиргоевцы(князья)
1855 году В. А. Потто, зафиксировал факт наличия у темиргоевцев двух княжеских родов :
 — Болотоковы
 — Айтековы

## Бесленеевцы(князья)
- Канукоевы
- Лаипановы
- Шалоховы

## Хатукайцы(князья)
- Кайтукины
- 1666 год Эвлия Челеби записал — «Хатукай. Имя бея — Джан-Гирей или Джанибе-Гирей».
- 1837 год Султан Хан-Гирей .
- 1858 год А. Берже записал — «Гатюкай. К важнейшим фамилиям принадлежат: Керкеноко, Доброко, Шоган-Гирей, Батоко, Шумануко, Кодзь, Кабахо, Хавшуко, Тамуко и др.»

## Абадзехи(дворяне, всего 15 фамилий)
- Адземировы. Кушемезовы, Анцоковы, Богарсуковы[источник не указан 5018 дней]

## Натухайцы(дворяне)
- Шупако (Супако) (Soupako). Известный имена двух князья Тлестан (Tlestan) и Джангерий (Djangheri)[13].
- 1837 год Султан Хан-Гирей написал — «Племя Натухайское. Дворянские роды, или фамилии: Впако, Дхге, Куйцикко, Зжьэ, Кази, Деде, Тайхо, Меко, Керзеде, Дрфе.»
- Индароко[14] (Индароковы, Индарговы[15], Индароглы[16]).

## Хегайки(Шефаки)
- Заноковы. Бастоковы, Шамековы
- Бхгезеноковы

## Шапсуги(дворяне)
- Басте
- Шеретлуковы
- Тамох (Тамух)

## Мамхеги(дворяне)
- Мамхеговы

## Жанеевцы(князья)
- В 1555 году, согласно русской Никоновской летописи (автор пока не известен), старший князь Жанетии Сибок, его сын Кудадек, брат Сибока Ацымгук прибыли в Москву для переговоров с Иваном Грозным, в поисках военно-политического союза против Крымского хана[17].
- жанеевский аристократ — дефтердар Касим-паша Черкес, долгое время занимавший пост османского наместника Крыма[8].

## Махошевцы(князья)
- Богарсуковы
- 1857 год — Люлье, Леонтий Яковлевич написал — «У мохошевцев родоначальник Богарсок».
- 1837 год - Султан Хан-Гирей записал — «Владение Меххошское. Княжеский род, им владеющий и именуемый Бехгарсокко-хе (Богарсуковы). Нынешний князь, меххошцами владеющий, именем Байзрокко, … Предшествовавший ему князь Яххбок-ко, …».
- 1839 год - Торнау, Фёдор Фёдорович записал — «Мохошъ, повинуется князьям Богорсук».
- 1913 год - Щербина, Фёдор Андреевич записал — Махошевцы, … отделились от темиргоевцев после смерти их общего князя Безруко Болотокова".